# Mercedes Funes
Mercedes Romina Funes (Rosario, Santa Fe; 1 de enero de 1979) es una actriz argentina de cine, teatro y televisión. Es conocida por sus papeles antagónicos interpretando mayormente a villanas. En 2010 ganó reconocimiento por haber interpretado al personaje de Luz Inchausti en la telenovela juvenil Casi ángeles.

## Biografía
Mercedes Funes nació en Rosario, Santa Fe el 1 de enero de 1979, pero después de un tiempo, se fue a vivir con su familia a la localidad bonaerense de Villa Ballester. Más tarde se trasladaría a la ciudad de Buenos Aires. Allí a los 10 años convenció a sus padres de llevarla a un casting de un programa de televisión, donde fue aceptada y comenzó su carrera actoral en Superclán (1990).

## Carrera
Al pasar los años Funes fue introduciéndose al mundo de la actuación, participando en teatro, musicales e infantiles. En 1994 participó en Nano, y gracias a eso pudo empezar a realizar participaciones importantes en Cebollitas, en 1997, y Gasoleros, en 1998, además en ese mismo año también participó en Muñeca brava. En 1999 actuó en la película No muertos junto a Maxi Ghione.
En el año 2000 grabó en las tiras Calientes e Ilusiones compartidas, junto a Nicolás Vázquez, También en 2002 participó en Son amores. En 2003 actuó en la película Cautiva. En el 2004 interpretó a Nora, la villana co-protagónica, en Padre coraje. También se la pudo ver en el año 2005 en Floricienta interpretando a Miranda, el gran amor del pasado de Max (Fabio Di Tomaso), que lo abandonó y vuelve para conquistarlo haciendo un trato con Delfina (Isabel Macedo). En el mismo año Funes trabajaba en la obra El graduado (junto a Nacha Guevara y Felipe Colombo). Durante el 2005 hizo participaciones en ¿Quién es el jefe? y Botines, y en el año 2006 en Juanita, la soltera, donde interpreta a la antagonista de la historia.  En 2008 Funes interpreta a Leidi en B&B, durante su trabajo en aquella tira Funes solo salía de su camerin para grabar ya que no quería cruzarse con Accardi y Vázquez, los cuales actuaban en Casi ángeles, el cual también se filmaba en los estudios Pampa. El mismo año Funes empezó a salir con "Fernando", un corredor de bolsas, con quien tiene relación seria. En 2009 formó parte del elenco de la obra de teatro Illia (¿Quién va a pagar todo esto?). Ese mismo año la actriz es convocada de nuevo por Cris Morena para interpretar a la villana principal; en la tira protagonizada por Emilia Attias y Mariano Torre, Casi ángeles.
En 2010 protagonizó el videoclip titulado “Mi vida con vos” del cantante Patricio Arellano. En 2011 es convocada para integrar el elenco de la tira Cuando me sonreís, protagonizada por Facundo Arana y Julieta Díaz, donde interpreta a la contrafigura de la protagonista. También en ese mismo año la actriz vuelve con su unipersonal Te voy a matar, mamá por el que resultó nominada a un ACE. Además protagonizó junto a Fabio Di Tomaso la obra teatral Los Fantasmas de la Patria (Ay Matria Mía), dirigida por Arturo Bonin. En 2012 formó parte del elenco de la serie Boyando, transmitida por el Canal 12 Trenque Lauquen, junto a Antonella Costa, Hernán Jiménez y Juan Carlos Mastrángelo. En 2013 forma parte del elenco de Le Prénom (El nombre), una comedia dirigida por Arturo Puig en el Multiteatro de la calle Corrientes. Comparte la obra con Germán Palacios, Jorgelina Aruzzi, Peto Menahem y Carlos Belloso. Escrita por Matthieu Delaporte y Alexandre de La Patellière, y adaptada por Fernando Masllorens y Federico González del Pino, la obra se centra en la amistad, la hipocresía y la mezquindad humana. Ese mismo año participó en dos capítulos de Historias de corazón; y forma parte de la serie de televisión Aliados. En 2016 protagoniza "Yo soy así: Tita la película" en cual Funes encarna a Tita Merello y tiene como fecha de estreno el mes de octubre del año 2017. En 2017 comienza su gira por el interior del país realizando la obra Le Prénom.

## Vida personal
En 2000 comenzó una relación con el actor Nicolás Vázquez, compañero de reparto en la telenovela Calientes, con quien se casó en 2006. Menos de un año después, en 2007, se divorciaron.
Desde 2017 se encuentra en pareja con Cecilio Flematti, con quien se casó en 2019.[cita requerida]

## Filmografía
| Año  | Título                           | Personaje    | Director          |
| ---- | -------------------------------- | ------------ | ----------------- |
| 1999 | No muertos                       | Vampiresa    | Alexis Puig       |
| 2003 | Cautiva                          | Angélica     | Gastón Biraben    |
| 2010 | Vecinos                          | Elena        | Rodolfo Durán     |
| 2017 | Yo soy así, Tita de Buenos Aires | Tita Merello | Teresa Costantini |
| 2018 | Familia sumergida                | Marina       | María Alché       |
| 2019 | Shalom Taiwán                    |              | Walter Tejblum    |

| Año  | Título       | Personaje | Director        |
| ---- | ------------ | --------- | --------------- |
| 2001 | Causa efecto | Chica     | Hernán Findling |

## Televisión
| Año         | Título                               | Canal              | Papel                       | Notas                                                          |
| ----------- | ------------------------------------ | ------------------ | --------------------------- | -------------------------------------------------------------- |
| 1990        | Super Clan                           | Canal 13           |                             |                                                                |
| 1994        | Nano                                 | Canal 13           | María Paz Canelo            | Secundaria                                                     |
| 1997        | De corazón                           | Canal 13           | Lourdes                     | Participación                                                  |
| 1998        | Cebollitas                           | Telefe             | Valeria                     | Participación                                                  |
| 1998        | Muñeca brava                         | Telefe             | Paulina                     | Participación                                                  |
| 1998        | Gasoleros                            | Canal 13           | Claudia Ferreyra            | Participación                                                  |
| 2000        | Calientes                            | Canal 13           | Bárbara                     | Secundaria                                                     |
| 2000        | Ilusiones compartidas                | Canal 13           | Raquel De La Torre y Quirós | Participación                                                  |
| 2002        | Son amores                           | Canal 13           | Rocío                       | Participación                                                  |
| 2002        | Tiempo final                         | Telefe             | Carolina                    | Ep: "El segundo"                                               |
| 2003        | Infieles                             | Canal 9            | Gisella                     | Ep: "Marcelo cocina"                                           |
| 2003        | Hospital público                     | Televisión Pública | Sofía                       | Participación                                                  |
| 2004        | Padre coraje                         | Canal 13           | Nora Ponce                  | Antagonista                                                    |
| 2005        | ¿Quién es el jefe?                   | Telefe             | Coni                        | Participación                                                  |
| 2005        | Floricienta                          | Canal 13           | Miranda                     | Recurrente (Temporada 2)                                       |
| 2005        | Botines                              | Canal 13           | Virginia Lucía              | Ep: "Las mejicanas" Ep: "Acorralados"                          |
| 2006        | Juanita, la soltera                  | Canal 13           | Rebeca                      | Antagonista                                                    |
| 2008        | B&B                                  | Telefe             | Lady Silveyra               | Secundaria                                                     |
| 2009 - 2010 | Casi Ángeles                         | Telefe             | Luz Inchausti               | Antagonista                                                    |
| 2011        | Cuando me sonreís                    | Telefe             | María Victoria Hardy        | Antagonista                                                    |
| 2012        | Boyando                              | Televisión Pública | Rebeca                      | Protagonista                                                   |
| 2013        | Historias de corazón                 | Telefe             | Almendra Mili               | Ep: "Recortes del alma" Ep: "Solas, desesperadas y en carrera" |
| 2013 - 2014 | Aliados                              | Telefe             | Matilda Sánchez             | Recurrente                                                     |
| 2015        | 4 reinas                             | Televisión Pública | Andrea                      | Protagonista                                                   |
| 2015        | El mal menor                         | Televisión Pública | Helena                      | Ep: "Virginia y David"                                         |
| 2015        | Junior Express                       | Disney Junior      | Patricia "Pato"             | Ep: "La Hermana de Topa"                                       |
| 2015        | Esperanza mía                        | eltrece            | Leticia Sosa                | Antagonista                                                    |
| 2017        | En viaje                             | 360TV              | María Jose                  | Ep: "Por Dios"                                                 |
| 2019        | Argentina, tierra de amor y venganza | eltrece            | Alicia Ferreyra             | Antagonista                                                    |
| 2022        | El primero de nosotros               | Telefe             | Soledad González            | Protagonista                                                   |
| 2022        | ¿Quién es la mascara?                | Telefe             | Nieves, la leopardo         | Subcampeona                                                    |
| 2026        | Soy Luna                             | Disney+            | TBA                         | TBA (temporada 4)                                              |

## Teatro
| Año       | Título                               | Papel                |
| --------- | ------------------------------------ | -------------------- |
| 2005      | El graduado                          | -las flores de acero |
| 2009      | Illia (¿Quién va a pagar todo esto?) | -                    |
| 2011      | Te voy a matar mamá                  | -                    |
| 2013-2016 | Le Prénom                            | Anna                 |
| 2018      | Perfectos desconocidos               |                      |

## Premios y nominaciones
| Año  | Ceremonia de premiación | Categoría                            | Trabajo                          | Resultado | Ref(s) |
| ---- | ----------------------- | ------------------------------------ | -------------------------------- | --------- | ------ |
| 2004 | Premios Martín Fierro   | Mejor actriz de reparto en drama     | Padre coraje                     | Nominada  | [ 13 ] |
| 2004 | Premios Martín Fierro   | Revelación                           | Padre coraje                     | Nominada  | [ 13 ] |
| 2006 | Premios Cóndor de Plata | Revelación femenina                  | Cautiva                          | Nominada  | [ 14 ] |
| 2018 | Premios Cóndor de Plata | Revelación femenina                  | Yo soy así, Tita de Buenos Aires | Nominada  | [ 15 ] |
| 2018 | Premios Sur             | Mejor actriz protagónica             | Yo soy así, Tita de Buenos Aires | Nominada  | [ 16 ] |
| 2023 | Premios Martín Fierro   | Mejor actriz protagonista de ficción | El primero de nosotros           | Ganadora  | [ 17 ] |